# Кастельбажак (коммуна)
Кастельбажа́к (фр. Castelbajac, окс. Castèthbajac) — коммуна во Франции, находится в регионе Юг — Пиренеи. Департамент — Верхние Пиренеи. Входит в состав кантона Галан. Округ коммуны — Тарб.
Код INSEE коммуны — 65128.

## География

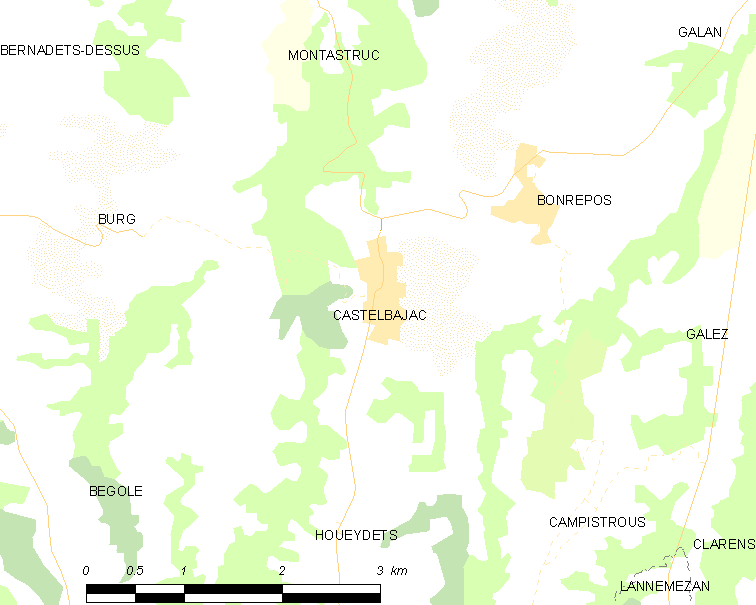
Карта коммуны

Коммуна расположена приблизительно в 650 км к югу от Парижа, в 100 км северо-западнее Тулузы, в 24 км к востоку от Тарба.
Коммуна расположена на плато Ланнемезан. На западе коммуны протекает река Баиз.

## Климат
Климат умеренно-океанический с солнечной тёплой погодой и обильными осадками на протяжении практически всего года.

## Население
Население коммуны на 2010 год составляло 109 человек.
| 1962 | 1968 | 1975 | 1982 | 1990 | 1999 | 2010 |
| ---- | ---- | ---- | ---- | ---- | ---- | ---- |
| 168  | 168  | 168  | 149  | 141  | 132  | 109  |

## Администрация
| Период | Период | Фамилия        | Партия | Примечания |
| ------ | ------ | -------------- | ------ | ---------- |
| 2001   | 2014   | Мишель Дела    |        |            |
| 2014   | 2020   | Жан-Марк Дюпуи |        |            |

## Экономика
В 2010 году среди 71 человека трудоспособного возраста (15-64 лет) 49 были экономически активными, 22 — неактивными (показатель активности — 69,0 %, в 1999 году было 63,2 %). Из 49 активных жителей работали 41 человек (20 мужчин и 21 женщина), безработных было 8 (5 мужчин и 3 женщины). Среди 22 неактивных 5 человек были учениками или студентами, 12 — пенсионерами, 5 были неактивными по другим причинам.